# Ba gua zhang
 (décembre 2009).
Si vous disposez d'ouvrages ou d'articles de référence ou si vous connaissez des sites web de qualité traitant du thème abordé ici, merci de compléter l'article en donnant les références utiles à sa vérifiabilité et en les liant à la section « Notes et références ».
Le ba gua zhang ou baguazhang (八卦掌; pinyin: bāguàzhǎng) ou littéralement « paume des huit trigrammes » est un art martial chinois traditionnel, dit « interne » (neijia), originaire du Nord de la Chine (chang quan).

## Définition
Le ba gua zhang (sinogrammes : 八卦掌, hànyǔ pīnyīn : Bāguàzhǎng) appartient à la famille des arts ou styles dits « internes », nei jia quan. C'est une boxe originaire du Nord de la Chine (Pékin). Dans cette famille des arts internes à laquelle appartient le ba gua zhang, on trouve aussi, pour ne citer que les plus connus, le xingyi quan et le taiji quan (ou tai-chi-chuan).

## Les bases
Les bases du ba gua zhang (que l'on peut abréger en « bagua » ou « ba gua ») s'illustrent par l'observation des phénomènes astronomiques de révolution, de rotation et de pivot. Dans les mouvements de base du ba gua on marche en tournant autour d'un point, comme la Terre tourne autour du Soleil. La Terre effectue simultanément une révolution autour du Soleil et des rotations sur elle-même. Pour conserver cette image, le changement de la paume en ba gua établit le même rapport qu'entre la Terre et le Soleil.
Recherchant de la décontraction et la fluidité dans le geste (avec une préférence manifeste pour l'utilisation de l'énergie et un refus de la force physique) comme beaucoup d'autres styles chinois, le ba gua zhang (ou pakua chang) se distingue par l'utilisation marquée de la paume de main (c'est-à-dire de la main ouverte, de préférence au poing) et par des déplacements circulaires, des rotations.

Comme les autres arts internes, le ba gua zhang est à la fois un art martial fondé sur une stratégie du combat originale (une stratégie de contournement et d'enroulement), une gestuelle de santé (une thérapeutique énergétique) et une discipline spirituelle fondée sur la répétition du pas glissé, parfois appelé « le pas dans la boue » (ba gua tang ni bu, 八卦趟泥步).

Comme le taiji quan ou le xingyi quan, le ba gua zhang ne désigne pas un style unique, mais plutôt une famille d'écoles qui ont des points communs et des différences aussi bien dans les déplacements que dans le positionnement des mains. Les écoles les plus représentées sont l'école Cheng avec sa main du dragon (long zhang), et l'école Yin (avec sa main en langue de bœuf, niu she zhang). Et même encore à l'intérieur de ces écoles, les différents maîtres qui transmettent aujourd'hui leur art ont manifestement chacun leur particularité.
Un certain nombre de principes sont toutefois acceptés par les différentes écoles ; ils sont résumés dans un texte anonyme connu sous le titre de Shi yao ba fa, 十要八法, les Dix Ordres (ou Commandements) et les Huit Principes. Une traduction possible en est fournie ci-dessous.

## Les principes du ba gua zhang
L'énoncé de ces principes provient de l'ouvrage de Liu Jingru 2007.

### 十要, Shi yao: les Dix Commandements
1. Tête : tête et nuque droite, le regard à l’horizon, le cou vide et le vertex étiré, l’esprit et l’intention présents.
2. Dos :  rentrer la poitrine, et arrondir le dos, la force presse le corps en avant, sans tension ni raideur ; il se déploie avec naturel.
3. Épaules : elles communiquent, détendues, relâchées, pour que la force arrive dans les mains.
4. Bras : le bras avant se déplie ; le bras arrière protège le corps, de sorte qu’en roulant ou en perçant, les transformations épousent les « inflexions du cœur ».
5. Coudes : descendre et baisser les coudes pour que la force soit transmise aux mains ; il faut insister sur les coudes, afin de se préserver pendant les attaques.
6. Mains : pouces écartés, majeurs à la verticale, quatre doigts collés, « Bouche du Tigre » arrondie.
7. Taille : elle est comme un essieu, de sorte que souplesse et dureté alternent ; elle vrille et tourne, avec force et agilité.
8. Fesses : au « fond de la vallée », rétrécir et tirer (contracter le périnée) pour faire communiquer 任脉, Renmai et 督脉, Dumai, l’énergie descend au « Champ de cinabre » (丹田) ; rétroverser les hanches et rentrer les fesses.
9. Cuisses : l’avant des cuisses conduit les mouvements, l’arrière sert d’appui et de contrôle, les genoux sont rassemblés vers l’intérieur et les cuisses avancent comme des ciseaux.
10. Pieds : le pied intérieur avance droit, le pied extérieur est légèrement rentrant, glissant comme sur la boue, orteils verrouillés pour saisir le sol.

### 八法, Ba Fa: les Huit Principes
Ils sont bien au nombre de huit, présentés ci-dessous, car « agilité » et « rapidité » sont regroupés dans les « 3 MIN ». 

#### Les 3 DING. Tirer
1. Tirer la tête : pour assurer la verticalité.
2. Tirer la langue (contre le palais) : pour produire la salive, considérée comme une liqueur précieuse.
3. Tirer les paumes (en cassant les poignets) : pour renforcer les mains, et donner de la force aux doigts.

#### Les 3 KOU. Verrouiller
1. Verrouiller les épaules : pour que la force se transmette aux coudes.
2. Verrouiller le dos des mains : pour que la force afflue dans les mains.
3. Verrouiller le dos des pieds : en saisissant le sol avec les orteils, de sorte que toute la force enracinée dans les pieds puisse se transmettre à tout le corps et que les positions soient stables.

#### Les 3 MIN. Agilité - Rapidité
1. Le cœur doit être agile et rapide : pour pouvoir s’adapter à toutes les transformations de la situation.
2. Le regard doit être agile et rapide : pour discerner les mouvements dans les six directions.
3. Les mains doivent être agiles et rapides : pour sortir et piquer l’adversaire.

#### Les 3 BAO. Préserver
1. Préserver le cœur et l’intention : pour que l’énergie ne se perde pas à l’extérieur.
2. Préserver les flancs : pour y retenir toute la force.
3. Préserver l’audace et le courage : pour rester uni face à l’adversaire.

#### Les 3 CHUI. Descendre
1. Descendre l’énergie au Champ de cinabre (en respirant naturellement).
2. Descendre les épaules, pour permettre à la force de descendre dans les coudes.
3. Descendre les coudes : pour permettre au dos de s’arrondir.

#### Les 3 QU. Plier
1. Les bras sont pliés : pour que l’énergie puisse circuler.
2. Les jambes sont pliées : pour pouvoir enraciner le corps.
3. Les poignets sont pliés : pour pouvoir augmenter la force des mains.

#### Les 3 TING. Dresser
1. Dresser le cou : pour faire monter la vitalité.
2. Dresser la taille : pour permettre à la force de circuler dans tout le corps.
3. Dresser les genoux : pour qu’ils puissent libérer toute leur force, que l’énergie et l’esprit puissent galoper.

## Origines
On considère que Dong Hai Chuan, né dans le Hebei (1793-1883), est le fondateur de ce style, bien qu'en Chine même, il y ait toujours des discussions pour savoir si Dong Hai Chuan employait bien le terme « ba gua zhang » pour désigner sa gestuelle et ce qu'il enseignait à ses élèves. À tout le moins, il semble avoir été le premier à formuler ou répandre les principes d'une gestuelle qui se déclina différemment avec ses disciples. La propagation du ba gua zhang tient manifestement à la personnalité charismatique et mystérieuse d'un homme qui fut d'abord un redresseur de torts, puis un repris de justice (il a été émasculé, par punition) avant de rentrer en grâce, finissant par servir à Pékin dans l'armée officielle.

Ses principaux élèves n'ont pas non plus manqué de personnalité - pour ne citer que Yin Fu, un homme de cour, et Cheng Ting Hua qui devait mourir héroïquement sous les balles d'un Allemand au début du XXe siècle. Aujourd'hui deux grands maîtres sortent du lot : le grand maître Jung Yung-Hwan 8e duan (« dragon d'argent ») de la fédération internationale de Taïwan et vice-président de cette dernière (héritier de Huang Guozhen lui-même fils et successeur de Huang Bonian qui fut élève de Li Cunyi (1847-1921) qui était à son tour l'un des principaux élèves de Cheng Ting Hua (1848-1900) et le grand maître Liu Jingru, 8e duan également de la fédération chinoise de Wushu (héritier de Luo Xing Wu, lui-même élève de Liu Feng Chun qui était à son tour l'un des principaux élèves de Cheng Ting Hua (1848-1900)) : ancien champion de Chine, ancien entraineur national et auteur d'un ouvrage de référence Ba gua zhang (Beijing Tiyu Chu ban she, 1999) - traduit en français et commenté par Jérôme Ravenet.
Ces questions sur les origines sont d'une importance cruciale dans le monde traditionnel chinois, comparables à ce que sont pour d'autres les diplômes ou les titres sportifs.
Les origines du Wushu sont essentiellement chinoises jusqu'au dernier tiers du XXe siècle, mais elles s'enrichissent depuis peu de pratiquants non-chinois qui traduisent, enseignent dans leur pays d'origine et affrontent désormais les Chinois lors de championnats du monde organisés par l'Iwuf (International Wushu Federation, affiliée au Comité international olympique). Un Français a même battu le représentant de l'équipe de Chine, Wang Deming en octobre 2006 aux deuxièmes World Championships de Zhengzhou - ce qui montre, comme le veut un slogan de l'Iwuf elle-même, que « le Wushu est né en Chine, [mais qu’] il appartient au monde entier ». Les publications régulières en France ces dernières années, notamment chez Chiron édition (Cyril Nolgrove) et chez Guy Trédaniel éditeur (J. Carmona, Won Tung Ken ou Jérôme Ravenet), montrent la vitalité d'un style de plus en plus représenté dans les compétitions nationales et internationales, recherché par le grand public pour sa dimension à la fois esthétique et thérapeutique.
Autre question sur les origines : on avance parfois que le créateur de l'aïkido, Maître Morihei Ueshiba aurait étudié le Pakua lors de son périple en Chine et s'en serait inspiré pour le développement ultérieur de sa discipline (une telle affirmation n'enlève cependant rien à son génie créatif propre). L'expert français Georges Charles indique notamment, dans son livre "Hsing I Chuan" (Xingyi quan), que des experts chinois auraient enseigné le Pakua à Maître Ueshiba. Il cite les noms de ces experts fameux et évoque les similitudes entre les deux disciplines. L'argument est-il convaincant ? Bien que l'analyse des gestuelles puisse conforter cette hypothèse, les preuves matérielles (photos, ou même documents écrits)semblent assez maigres; la question a toutefois le mérite d'être posée.

## Stratégie de combat
L'art du ba gua zhang est fondé sur une stratégie du contournement. Les déplacements circulaires visent à esquiver les pièges d'un rapport de force qui jouerait au détriment du pratiquant. Il s'agit de se dérober au face-à-face et de passer sur les côtés ou dans le dos de l'adversaire.

Les esquives du corps fondés sur ces déplacements se font par frottements des membres supérieurs, plutôt que par chocs.

Ce style inclut également un travail de frappe, et un travail de projection - surtout dans la lignée Cheng, puisque Cheng Tinghua était un spécialiste de Shuai Jiao, la lutte chinoise.

Quant au travail de frappe, il est rendu difficile par l'inertie de la force centrifuge. C'est la raison pour laquelle le ba gua zhang est souvent étudié en synergie avec des styles qui compensent cet inconvénient. Le plus souvent, il est étudié en même temps que le Xing Yiquan, « la Boxe de la Forme et de l'Intention ». L'un des derniers grands maîtres vivants, Liu Jingru, le pratique aussi en synergie avec le Liu He Tang Lang Quan, « la Mante Religieuse des Six Harmonies ». Ces deux derniers styles appartiennent aussi à la famille interne : mais ce sont des styles linéaires qui permettent au contraire de travailler en ligne droite, dans l'axe de l'adversaire.